# Markgräfler Hügelland
Das Markgräfler Hügelland ist eine 299 Quadratkilometer große naturräumliche Einheit in Baden-Württemberg. Sie trägt die Ordnungsnummer 201 und gehört zum Südlichen Oberrheintiefland (20), welches zur Großregion der Oberrheinischen Tiefebene gehört. Der zugehörige Kulturraum ist das Markgräflerland, von dem sich der Name ableitet.

## Lage und Beschreibung
Das Markgräfler Hügelland bildet das Südostende des Oberrheingrabens und umfasst den südlichen Teil der rechtsrheinischen Vorbergzone. Im Osten wird der Naturraum begrenzt durch den Aufstieg des Schwarzwaldes, im Westen und Süden durch den tektonisch bedingten Abfall zur Niederterrasse des Rheintals. Im Norden bilden der Batzenberg, eine Hügelzone oligozäner Mergel, und die Mengener Brücke, eine flache lößbedeckte Hügelplatte, die Randbegrenzung zur Freiburger Bucht. Dem Markgräfler Hügelland steht nördlich gegenüber die Neumagen-Möhliner Niederung. Im Norden besteht die Markgräfler Schichtstufenlandschaft aus tertiären Konglomeraten aufgebauten Hügeln, an die sich Hügel aus Doggerschichten und Malmtone anschließen. Im Süden dominieren flachwellige, lößbedeckte, offenlanddominierte Landschaften. Ausnahme davon bildet der markante Isteiner Klotz aus Malmkalke. Der südlichste Berg ist der Tüllinger Berg am Dreiländereck.
Im Markgräfler Hügelland herrscht Ackerland vor, wobei besonders an den West- und Südhängen intensiv Weinbau betrieben wird. Begünstigt wird dieser Umstand vom sommerwarmen und wintermilden Klima der Region mit mittleren Niederschlagsmengen im Stau der Schwarzwaldanstiege.
Höchster Punkt des Markgräfler Hügellandes ist der 644,2 m ü. NHN hohe Schönberg südlich von Freiburg im Breisgau.
Angrenzende Naturräume sind der Hochschwarzwald (155), der Dinkelberg (161), die Markgräfler Rheinebene (200) sowie die Freiburger Bucht (202).

## Struktur

### Naturräumliche Gliederung
Der Naturraum Markgräfler Hügelland trägt nach dem Handbuch der naturräumlichen Gliederung Deutschlands die Nr. 201 und wird in einen nördlichen, mittleren und südlichen Teil gegliedert, die wiederum in weitere Räume aufgeteilt und nummeriert sind:
- 201 Markgräfler Hügelland
  - 201.0 Nördliches Hügelland
    - 201.00 Hügelheim-Heitersheimer Hügelland
    - 201.01 Britzingen-Ballrechtener Vorberge

  - 201.1 Mittleres Markgräfler Hügelland
    - 201.10 Auggen-Schliengener Lößhügelland
    - 201.11 Lipburg-Feuerbacher Waldhügel

  - 201.2 Südliches Markgräfler Hügelland
    - 201.21 Bamlach-Schallbacher Lößhügelland
    - 201.21 Tüllinger Berg

  - 201.3 Unteres Wiesental

### Aufteilung
Das Markgräfler Hügelland weist eine Fläche von 299 Quadratkilometern auf und hat mit seinen rund 105'000 Einwohnern eine Besiedlungsdichte von 352 Einwohnern pro Quadratkilometer.
Die Landnutzungsverteilung gestaltet sich wie folgt:
- Siedlungsfläche: 9,86 %
- Offenland: 69,51 %
- Wald: 20,63 %
- Wasser: 0 %

Mittelzentren sind Müllheim sowie Lörrach und Weil am Rhein. 14 % des Markgräfler Hügellands sind Verdichtungsräume, 86 % sonstige Räume.

### Ortschaften
Die größten Ortschaften im oder am Rande des Markgräfler Hügellandes von Norden nach Süden (mit Einwohnerzahlen jeweils Ende 2022) sind:
| Ort              | Einwohner |
| ---------------- | --------- |
| Bad Krozingen    | 21.684    |
| Heitersheim      | 6465      |
| Müllheim         | 19.463    |
| Schliengen       | 6009      |
| Kandern          | 8537      |
| Efringen-Kirchen | 8773      |
| Weil am Rhein    | 30.769    |
| Lörrach          | 49.876    |

## Geologie
Im Bereich des Markgräfler Hügellands und der vorgelagerten Rheinebene bildet ein Mosaik von unterschiedlich geneigten und in verschiedener Höhenlage befindlichen Bruchschollen den Untergrund. Entstanden ist dieses Bruchschollenfeld bei der im Eozän einsetzenden Bildung des Oberrheingrabens in der Tertiärzeit. Die Schollen liegen weithin unter einer unterschiedlich dicken Löss(-lehm)decke oder den Schottern des Rheins und seiner Nebenflüsse und bestehen zum einen aus dem in den Rheingraben eingesunkenen Material des mesozoischen Deckgebirges (Buntsandstein, Muschelkalk, Keuper, Jura), das einst auch die Höhen des benachbarten Schwarzwaldes bedeckte, dort aber längst der Abtragung zum Opfer gefallen ist. Zum anderen handelt es sich um Schichten der erst bei der Absenkung des Grabens in der Tertiärzeit entstandenen Grabenfüllung. Das gesamte Bruchschollenfeld zwischen Rheinebene und Westgrenze des kristallinen Schwarzwaldes, der Schwarzwaldrandverwerfung, bildet dessen Vorbergzone.

### Die mesozoischen Schollen
Nahe der Schwarzwaldrandverwerfung befindliche Bruchschollen des mesozoischen Deckgebirges verharrten beim Einsinken des Grabens in einer gewissen Höhenlage, sodass sie sich heute über das Niveau der Rheinebene erheben. Bei diesen Randschollen handelt es sich um
1. die Mitteljura-(Dogger-)Berge zwischen Badenweiler und Kandern und die südlich einer Linie Liel-Riedlingen-Kandern anschließenden plateauartigen Anhöhen, bei denen die Mitteljuraschichten von den (Oberjura-)Tafeln der Korallenkalkformation – der Sonnholen, der Hohen Schule und des Behlen überlagert werden.
2. den Isteiner Klotz, eine isolierte Oberjura-(Malm-)scholle
3. Schollen, die in der südlichen Fortsetzung der Schwarzwaldrandverwerfung, der Rheintalflexur, erscheinen, und solche, die die Schwarzwaldrandverwerfung nördlich des Klemmbachs begleiten.

#### Das Jurabergland
Zwischen dem Klemmbachtal (Müllheim-Badenweiler) und der Linie Liel – Riedlingen – Kandern ist eine große, stark zerbrochene Hauptrogensteinplatte des mittleren Jura (Dogger) landschaftsprägend. Sie ist durch Bäche, die vielfach den Bruchlinien folgen, zergliedert und weithin bewaldet. Schorner, Geißhalde und Steineck sind aus diesen widerständigen, gebankten oolithischen Kalken aufgebaut, die z. B. im aufgelassenen Steinbruch am östlichen Dorfausgang von Riedlingen aufgeschlossen sind. Die Anhöhen um Feuerbach sind von Hauptrogenstein bekrönt (Stocken, Ameisenbuck, Schorner, Rüttenen) und auch vom Hörnle und Eichwald bis zum Badenweiler Schlossberg bestimmt dieser die Landschaft. Der rissig-klüftige Hauptrogenstein weist Karsterscheinungen auf, so Dolinen(-felder) – zahlreich zwischen Lipburg und Müllheim sowie zwischen Liel und Kandern – dazu Trockentäler und Bachschwinden. Um Feuerbach, Ober- und Niedereggenen, Feldberg, Rheintal und Lipburg haben Bäche den widerständigen Hauptrogenstein durchschnitten und darunter die Ton- und Kalksteine des Mittleren Jura bis zum rutschgefährdeten Opalinuston ausgeräumt. Dieser bildet größtenteils den Untergrund der waldfreien, weich modellierten Hänge um Eggenen bis hinauf zur St.-Johannis-Breite und des Rückens zwischen dem Eggener und Gennenbacher Tal.
Südlich der Linie Liel-Riedlingen–Kandern werden, wie bei einem Schichtstufenland, die Mitteljuraschichten überlagert von Oberjurasedimenten mit den Korallenkalktafeln der Sonnholen, der Hohen Schule und des Behlen. Der von einer Korallenkalkplatte bekrönte Tafelberg der Hohen Schule über Tannenkirch bildet eine weithin sichtbare Landmarke über dem Bamlach-Schallbacher Hügelland. Auch der Korallenkalk ist verkarstet. In den Steinbrüchen (z. Bsp. beim Christianswuhr im Kandertal) erkennt man Karstschlotten, die manchmal mit Bohnerzton und hellem alttertiärem Feinsand gefüllt sind. Westlich einer Linie Vögisheim-Liel-Hertingen sind die mesozoischen Schollen so tief abgesenkt, dass hier, von wenigen stärker herausgekippten Oberjuraschollen abgesehen, das lössbedeckte Tertiär die Landschaft prägt.

#### Schollen an der Schwarzwaldrandverwerfung und in der Flexurzone
Mesozoische Schollen, darunter solche von ganz geringem Umfang, begleiten die Schwarzwaldrandverwerfung nicht nur im Jurabergland, sondern auch nördlich des Klemmbachs. Es sind Schichten vom Buntsandstein bis zum Mitteljura. Stellenweise folgt nur ein ganz schmaler Streifen Keuper der Verwerfung. Diese Schichten sind an der Verwerfung zum Schwarzwald hin hochgeschleppt, so dass beispielsweise am Roten Berg bei Staufen vom oberen Buntsandstein bis zum Keuper die Schichten nicht in normaler Lagerung übereinander, sondern nebeneinander zu liegen kommen. Selbst am Staufener Schlossberg steigen die Juraschichten noch steil an. Ähnliche Verhältnisse beobachtet man bei Grunern zwischen Alten- und Neuenberg.
Mesozoische Schollen finden sich auch in der südlichen Fortsetzung der Schwarzwaldrandverwerfung, der Rheintalflexur. Im Bereich dieser Abbiegezone südlich Kandern, tauchen die mesozoischen Schollen mehr oder weniger steil in den Graben ab. So folgen etwa zwischen Haagen und Tumringen – abtauchend nebeneinander – Muschelkalk, Keuper und Jura mit der steil zum Graben hin einfallenden Hauptrogensteinrippe des Röttler Burgbergs. Im Stadtgebiet Lörrach zerlegen Längs- und Querverwerfungen die abtauchenden Schichten in mehrere dem Dinkelberg vorgelagerte, meist mesozoische Schollen. Markant im Landschaftsbild der Stadt sind der Hünerberg, Schädelberg und Schindelberg, jeweils mit einer Hauptrogensteindeckplatte.

#### Der Isteiner Klotz
Geologisch gesehen wird als Isteiner Klotz nicht nur, wie allgemein üblich, die Felspartie bei Istein bezeichnet, sondern das ganze Gebiet zwischen Rheinweiler, Welmlingen, Wintersweiler und Efringen-Kirchen, in dem Jurakalk über Tage ansteht. Der Klotz ist eine durch mehrere, vorwiegend NO verlaufende Verwerfungen zerlegte, leicht kuppelförmig herausgewölbte Oberjura-(Malm-)scholle. Sie wird im Westen durch eine Verwerfung begrenzt, an welcher der Jurakalk in den Sierentzer Graben abgesenkt wird. Im Süden begrenzt die Eckbergverwerfung den Isteiner Klotz und im Osten und Norden taucht er unter die Schichten der tertiären Grabenfüllung ab. Bei den Isteiner Schwellen erscheint der Jurakalk noch einmal im Strombett des Rheins. Die Oberjurakalke sind im Kapf-Steinbruch bei Huttingen aufgeschlossen. Dort zeigen die Steilwände unter wenig mächtigem, schwach gebanktem Nerineenkalk den massigen Korallenkalk. (Zuoberst noch eine etwa 10 Meter mächtige Tertiärbedeckung.)

### Das südliche Markgräfler Tertiärhügelland

#### Die tertiären Sedimente und die Lössdecke
Eine NW streichende Verwerfung (Hertingen-Holzen-Egisholz) versenkt die Juraschichten des südlichen Kanderner Berglandes in die Tiefe. Südlich dieser Verwerfung lagern mächtige tertiäre Sedimente auf dem um die zwei- bis dreihundert Meter abgesenkten mesozoischen Untergrund, der nur im Isteiner Klotz noch einmal an die Oberfläche gelangt. Die tertiären Schichten, (Ton- und Mergelsteine, Sand, Kalkstein, Kalksandstein z. T. mit Konglomerathorizonten) geben Aufschluss über das Geschehen bei der Grabenbildung. So stammen die grauen Tone der Froidefontaine-Formation, die über Fischingen den unteren Hang des Läufelbergs aufbauen, von einem Flachmeer, das zeitweise in den Graben erfüllte. Die in der Sandgrube am obersten Hang aufgeschlossene Elsässer Molasse (Chatt) dokumentiert den Übergang zu festländischen Verhältnissen, vom Brackwasser zum Süßwasser in einer ausgedehnten Schwemmlandebene. Die wiederum jüngeren Kalke und Mergel des Tüllinger Berges sind reine, in einem grabenrandnahen See entstandene Süßwasserablagerungen. Aus der Zeit vor dem Eindringen des Meeres im Unteroligozän stammen eozäne und unteroligozäne Ablagerungen z. B. im Gebiet des Isteiner Klotzes, wo die ältesten Tertiärsedimente, die Bohnerz-Tone und Feinsande der Schliengen-Formation anzutreffen sind. Nach den Bohnerzen wurde einst von Auggen, über Schliengen, Liel bis zur Hohen Schule und dem Holzener Behlen geschürft. Des Weiteren sind es die grünlichen Süßwasser-Mergel der Hagenau-Formation und die von Mündungsschwemmkegeln vor dem Grabenrand stammenden, teilweise geröllführenden Kalksandsteine der Küstenkonglomerat-Formation. An verschiedenen Stellen haben sich die in Stillwasser entstandenen bunten Tone und Konglomerate der obereozän/unteroligozänen Pechelbronn-Formation erhalten – etwa bei Holzen und Welmlingen.
Ein bis zu über 20 m mächtiger Lössmantel bedeckt nicht nur die Tertiärhügel, sondern auch den Isteiner Klotz. Eine Bohrung bei Huttingen ergab eine Mächtigkeit von 23 Metern. Unter dem Löss trafen Bohrungen zwischen Feuerbachtal und Rheintalflexur auf Elsässer Molasse (Chatt), westlich davon auf die grauen Tone der Froidefontaine-Formation (Rupel).

#### Die Rheintalflexur und der Bamlacher Graben
Die Nord-Süd verlaufende Rheintalflexur Kandern-Lörrach (und weiter bis ins Birseck) vermittelt zwischen dem Tertiärhügelland des Grabens und den höher gelagerten mesozoischen und permischen Schichten des Weitenauer Berglands bzw. südlich der Wiese dem Muschelkalk des Dinkelbergs, also den südlichen Schwarzwaldvorbergen der Schopfheimer Bucht. Die in der Flexur abtauchenden Schollen bilden eine der Flexur westlich direkt vorgelagerte tektonische Mulde, deren jüngste Füllung die bereits erwähnten Kalke und Mergel der Tüllingen-Formation (oberstes Chatt, evtl. noch Miozän) bilden. Der Erosionsleistung von Rhein, Wiese und Kander ist es zu verdanken, dass diese Muldenfüllung heute als Tüllinger Berg in Erscheinung tritt.
Das Tertiärhügelland wird von einem NW-SO verlaufenden etwa 2 bis 3 km breiten tektonischen Graben durchquert (Bamlacher Graben). Er wird im N begrenzt durch die oben genannte Hertingen-Holzen-Egisholz-Verwerfung, im Süden durch eine parallele Verwerfung Rheinweiler-Rümmingen. Der Graben tritt unter der Lössdecke in der Landschaft deutlich in Erscheinung: Von der Hochscholle über Tannenkirch oder des Behlen blickt man über den Grabenbereich bis zu der gegenüberliegenden tertiären Horstscholle des Läufelbergs und des Katzenbergs.

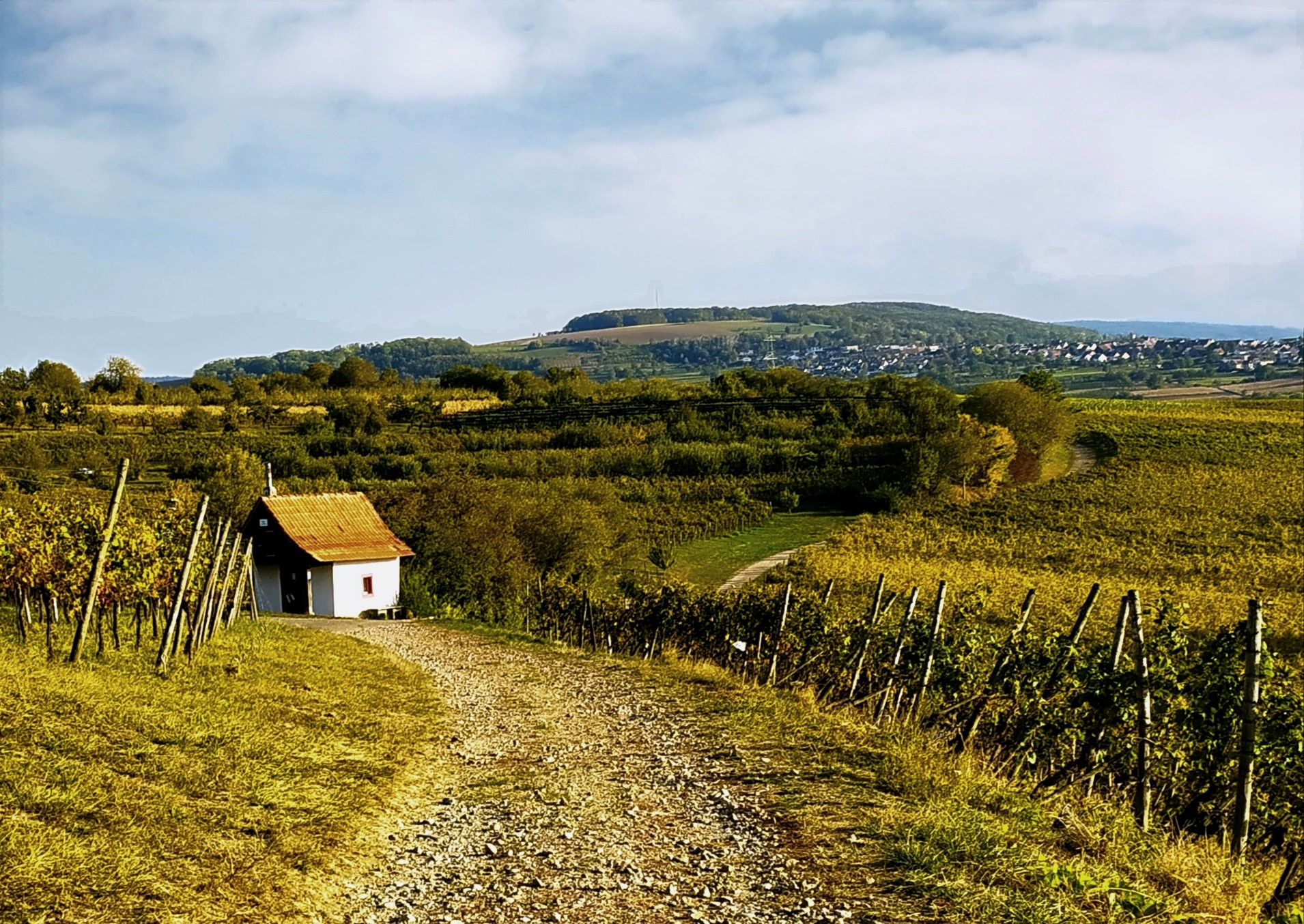
Tertiärhügelland: Im Vordergrund Rebhänge zwischen Fischingen und Binzen auf lössbedeckter Elsässer Molasse. Das Dorf Ötlingen auf einer durch eine Verwerfung vom Tüllinger Berg abgesetzten Scholle ebenfalls auf Elsässer Molasse. Der bewaldete Tüllinger Berg (im Hintergrund) aus den jüngeren Süßwassersedimenten der sog. Tüllingen-Schichten, einer Wechselfolge von Mergel- und Kalksteinen. Reliefumkehr: die Ötlinger Scholle ist tektonisch etwas höher gelagert als der Tüllinger Berg, durch die Abtragung aber stärker angegriffen und deshalb im Landschaftsbild niedriger.

Das Tertiärhügelland endet im Westen mit dem vom Rhein geschaffenen Abfall zur Niederterrasse der Rheinebene. Dieser ist allerdings nicht kongruent mit der etwas weiter westlich anzunehmenden großen Verwerfung, die den unter den Schottern des Rheins verborgenen Sierentzer Graben im Osten begrenzt.

#### Lössbedeckte Tertiärhügel zwischen dem Bamlacher Graben und dem Klemmbachtal
Zwischen der Nordbegrenzung des Bamlacher Grabens und dem Klemmbachtal ist den Jurabergen im Westen ein lössbedecktes Tertiärhügelland vorgelagert. Hier bilden unterschiedliche Tertiärbildungen von der Schliengen-Formation bis zu den bunten Mergeln der Pechelbronn-Formation den meist durch den Löss verschleierten Untergrund.     

### Nördlich des Klemmbachs
Nördlich des Klemmbachs unterscheidet man die Britzingen-Ballrechter Vorberge und das Hügelheim-Heitersheimer Lösshügelland. Den Untergrund der Britzingen-Ballrecheter Vorberge vom Fohrenbühl bis zum Eichwald bildet die tertiäre Küstenkonglomerat-Formation, die unmittelbar an die schmalen mesozoischen Randschollen anschließt. Beim Ballrechter Fohrenberg besteht der Osthang aus steilgestelltem Hauptrogenstein, der Westhang aus Küstenkonglomerat. In Richtung Grabenmitte verzahnt sich das Küstenkonglomerat mit den Schichten der Pechelbronn-Formation, die u. a. den Untergrund des Zunzinger Rebbergs und des Binzbergs bilden. Beim Heitersheim-Hügelheimer Hügelland lagern nicht nur die mesozoischen, sondern auch die tertiären Schollen so tief, dass hier ein mehrere Dekameter dickes Lösspolster die Landschaft bestimmt. Reich verzweigte Muldentäler und -tälchen zergliedern die Lösslandschaft in einzelne Riedel.

### Die Rheinebene
Der mesozoisch-tertiären Vorbergzone ist im Westen die quartäre Schotterebene des Rheins vorgelagert, unter der sich das Schollenmosaik, generell zur Grabenmitte bzw. zum Grabentiefsten absteigend, fortsetzt. In der Ebene lassen sich südlich des Isteiner Klotzes eine schmale Aue – bis zur Rheinkorrektion Überflutungsgebiet – und eine Niederterrasse unterscheiden. Letztere erhebt sich über die Aue mit einer bis zu 20 m hohen Stufe, dem Hochgestade, einem ehemaligen Rheinufer. Die Niederterrasse geht auf die Aufschotterung in der letzten Kaltzeit (Würm-Kaltzeit) zurück, die holozäne Aue ist das Ergebnis nacheiszeitlicher Eintiefung des Rheins. Ab Schliengen nordwärts erhebt sich wieder eine breite, stellenweise von Abschwemmmassen und Hochflutlehm bedeckte Niederterrasse über einem schmaleren Auestreifen. Das Hochgestade erscheint in der Landschaft als etwa 10 m hoher, durchgehend bewaldeter Rain.
Kalimine Buggingen, Thermalbad Bellingen: Bei Buggingen wurde längere Zeit Kalisalz gefördert. Hier lagern in alttertiären Sedimenten (Wittelsheim-Formation) Salinargesteine – neben Anhydrid und Steinsalz zwei geringmächtige Kalisalzlager, die in bis 1100 m Tiefe abgebaut wurden. Bei Bellingen wurde 1955 nach Erdöl gebohrt und dabei in einer Tiefe von rund 600 Metern Thermalwasser im Hauptrogenstein erschlossen. Die Austrittstemperatur des mineralhaltigen Wassers ist etwa 38 Grad Celsius. Heute wird das Wasser aus drei Natrium-Calcium-Chlorid-Thermen bezogen.